# Gare de Port-Vendres-Ville
Pour les articles homonymes, voir Vendres (homonymie).
La gare de Port-Vendres-Ville est une gare ferroviaire française de la ligne de Narbonne à Port-Bou (frontière), située sur le territoire de la commune de Port-Vendres, dans le département des Pyrénées-Orientales, en région Occitanie.
Elle est mise en service en 1878, par la Compagnie des chemins de fer du Midi et du Canal latéral à la Garonne.
C'est une gare de la Société nationale des chemins de fer français (SNCF), desservie par des trains express régionaux TER Occitanie, ainsi que par les trains de la relation Intercités de nuit reliant Paris-Austerlitz à Cerbère.

## Situation ferroviaire
Établie à 23 mètres d'altitude, la gare de Port-Vendres-Ville est située au point kilométrique (PK) 497,260 de la ligne de Narbonne à Port-Bou (frontière), entre les gares ouvertes de Collioure et de Banyuls-sur-Mer.
Le raccordement de Port-Vendres-Ville à Port-Vendres-Quais permet la desserte du port.

## Histoire
La gare de Port-Vendres est construite par la Compagnie des Chemins de fer du Midi en 1867 et ouverte en 1878 à la fin des travaux d'extension de Perpignan à Portbou en Espagne, de l'actuelle ligne Narbonne – Portbou.
Son électrification est opérée en 1982, en même temps que sa signalisation actuelle de type BAL.
Jusqu'en 2014, ce fut une gare SNCF avec un bâtiment voyageurs et guichet, ouvert tous les jours. Au 1er janvier 2015, la SNCF décide de fermer définitivement le bâtiment voyageurs et le guichet.
Il est décidé en 2021 de faire de la gare une Smart Station, permettant l'ouverture et la fermeture automatisée des bâtiments afin de permettre aux voyageurs de s'abriter des intempéries.

## Fréquentation
En 2014, selon les estimations de la SNCF, la fréquentation annuelle de la gare était de 27 099 voyageurs.
De 2015 à 2021, selon les estimations de la SNCF, la fréquentation annuelle de la gare s'élève aux nombres indiqués dans le tableau ci-dessous. :
| Année     | 2015   | 2016   | 2017   | 2018   | 2019   | 2020   | 2021   | 2022   | 2023   |
| --------- | ------ | ------ | ------ | ------ | ------ | ------ | ------ | ------ | ------ |
| Voyageurs | 26 408 | 23 462 | 24 506 | 21 974 | 27 707 | 16 364 | 28 342 | 43 409 | 49 134 |

## Service des voyageurs

### Accueil
Halte SNCF, c'est un point d'arrêt non géré (PANG) à accès libre.

### Desserte
Port-Vendres-Ville est desservie par des trains du réseau TER Occitanie qui circulent entre Perpignan et Cerbère. Certains trains sont prolongés au-delà de Perpignan vers Narbonne, puis Toulouse-Matabiau ou Nîmes et Avignon-Centre, tandis que d'autres sont prolongés au-delà de Cerbère vers Portbou. Le temps de trajet est d'environ 25 minutes depuis Perpignan et d'environ 20 minutes depuis Cerbère.
La gare est également desservie par les trains de la relation Intercités de nuit reliant Paris-Austerlitz à Cerbère.

### Intermodalité
Un parking est aménagé.

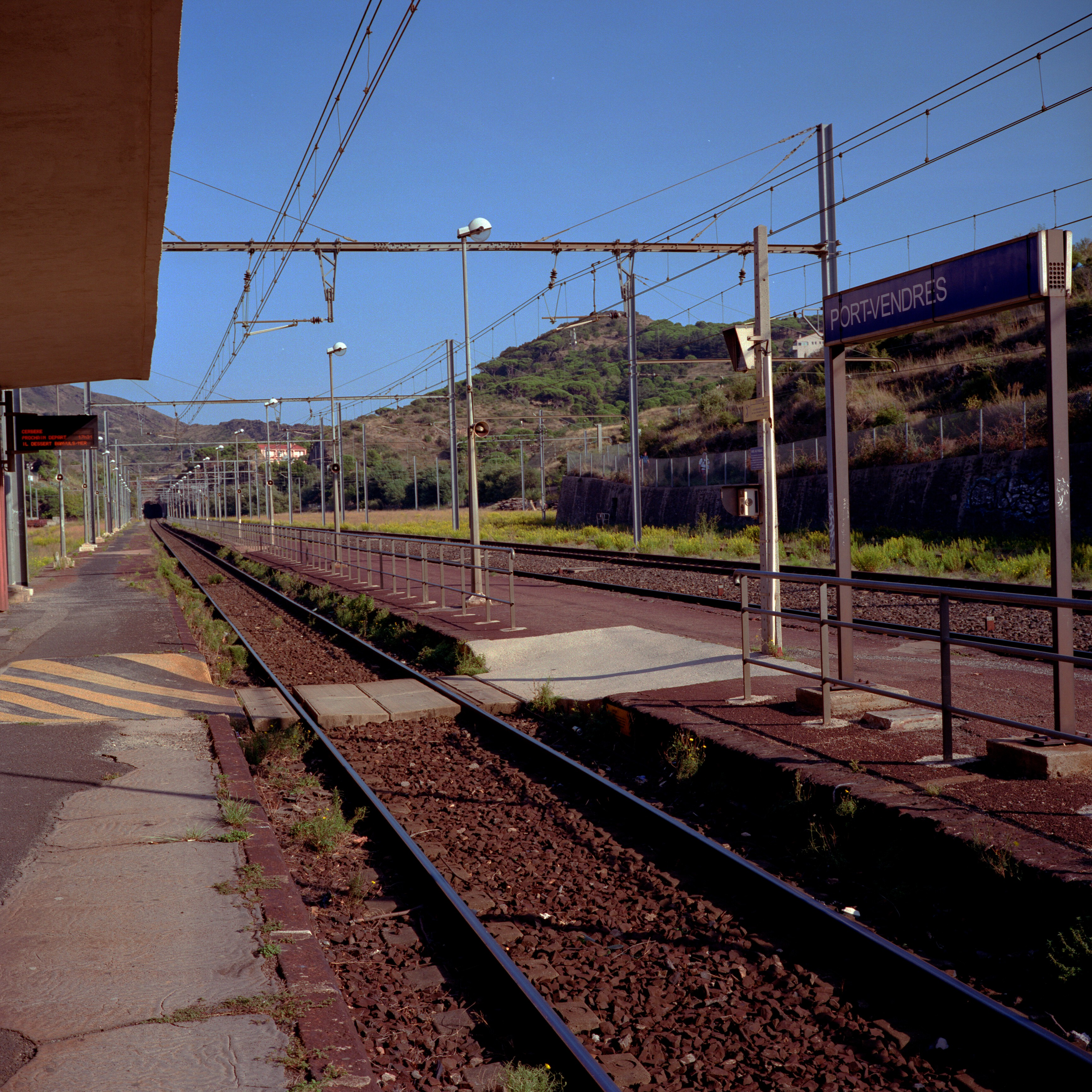
Voies et quais.
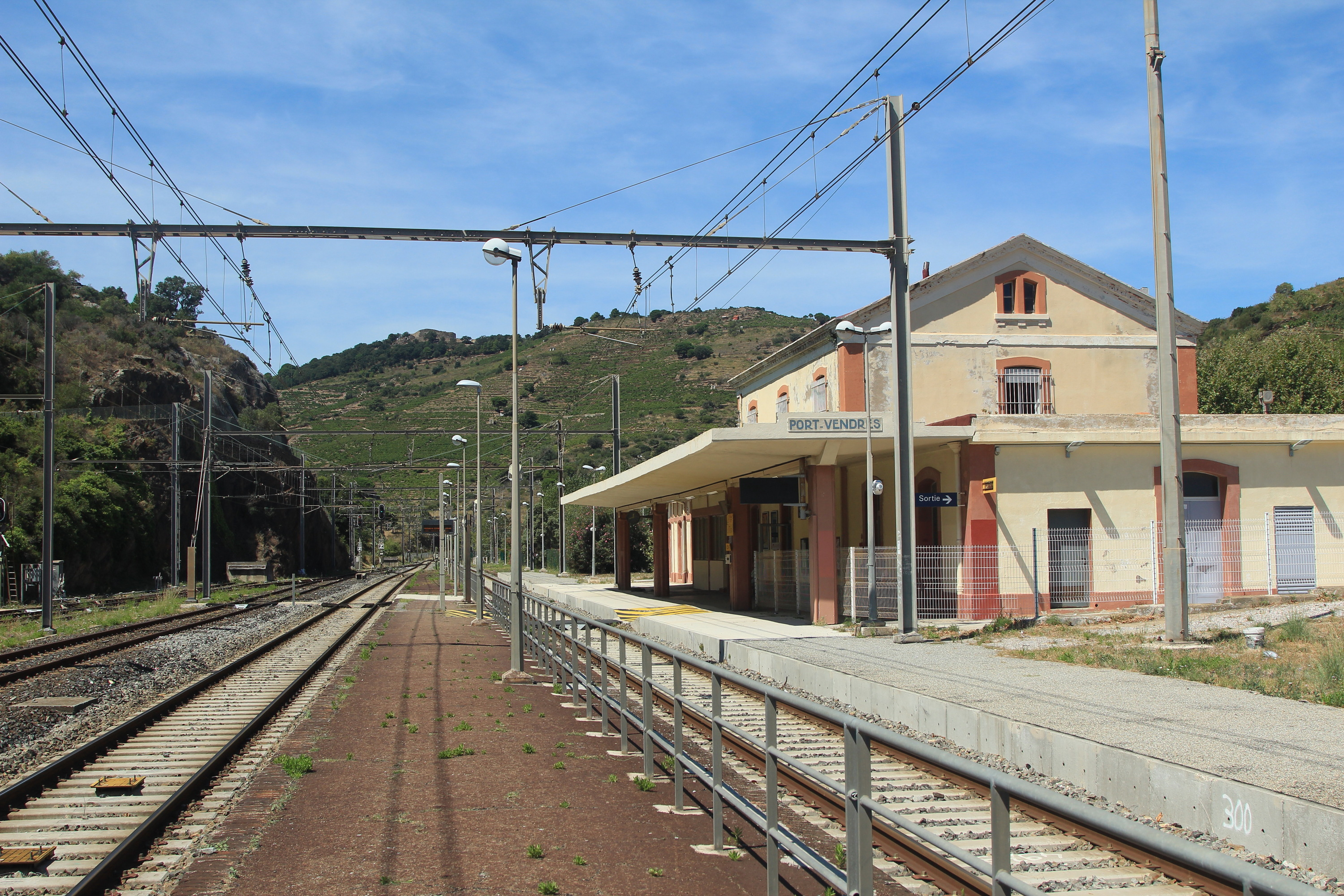
Vue en direction de Narbonne.
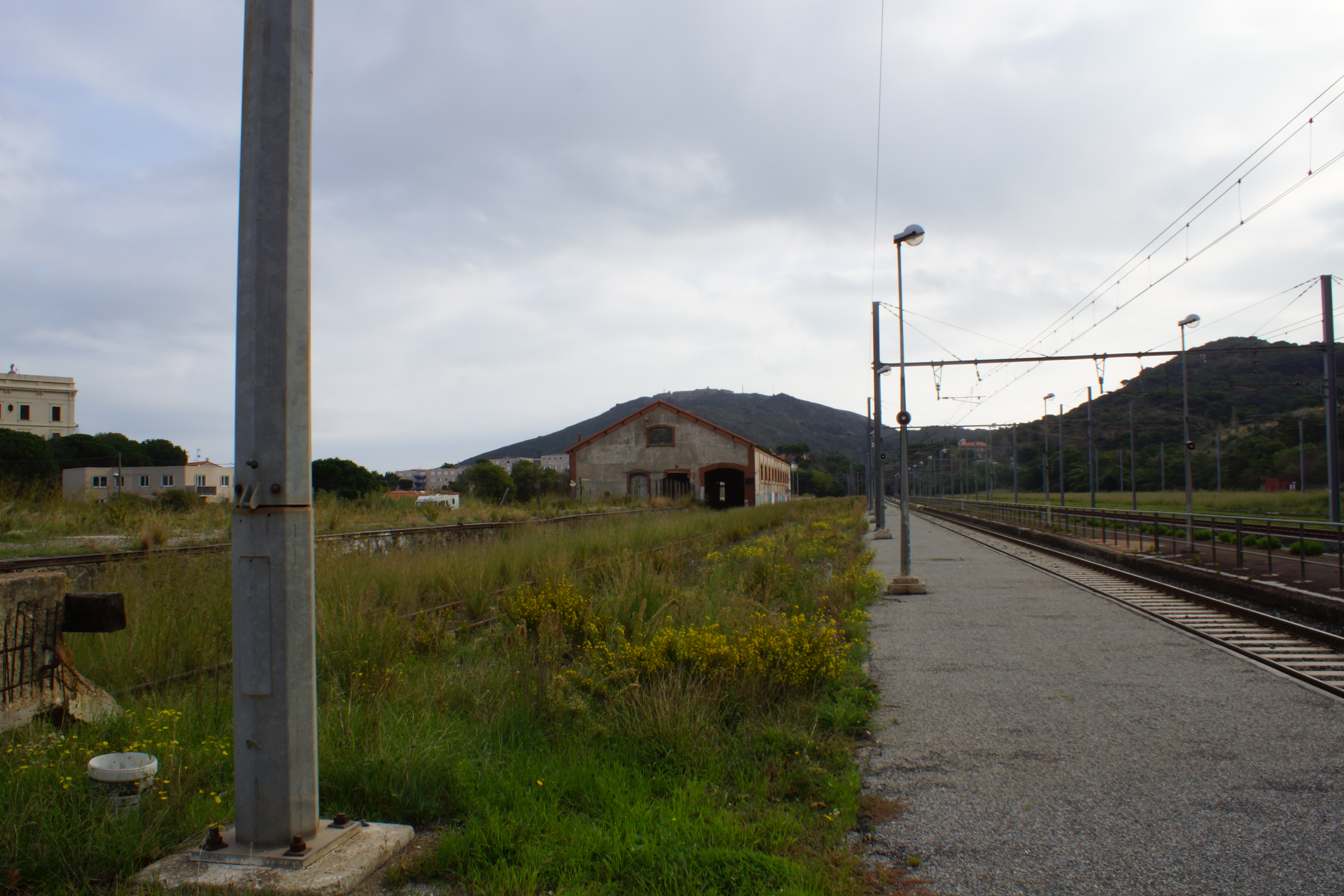
Voies, quais et ancienne halle à marchandises.